# Live Rust
Live Rust är ett livealbum med Neil Young och Crazy Horse. Det spelades in den 22 oktober 1978 på Cow Palace i San Francisco och släpptes i november 1979.

## Låtlista
Samtliga låtar skrivna av Neil Young, om inte annat anges
1. "Sugar Mountain" - 4:53
2. "I Am a Child" - 2:53
3. "Comes a Time" - 3:05
4. "After the Gold Rush" - 3:38
5. "My My, Hey Hey (Out of the Blue)" (Jeff Blackburn/Neil Young) - 3:49
6. "When You Dance You Can Really Love" - 3:39
7. "The Loner" - 4:51
8. "The Needle and the Damage Done" - 2:12
9. "Lotta Love" - 2:51
10. "Sedan Delivery" - 4:46
11. "Powderfinger" - 5:29
12. "Cortez the Killer" - 7:25
13. "Cinnamon Girl" - 3:08
14. "Like a Hurricane" - 7:10
15. "Hey Hey, My My (Into the Black)" - 4:59
16. "Tonight's the Night" - 8:59

## Medverkande
- Neil Young - sång, gitarr, munspel, piano
- Crazy Horse
  - Frank "Pancho" Sampedro - gitarr, keyboard, sång
  - Billy Talbot - bas, sång
  - Ralph Molina - trummor, sång